# Ернст Месершмид
Ернст Ви́ли Ме́сершмид (на немски: Ernst Willi Messerschmid; е роден на 21 май 1945 г. в Ройтлинген, Вюртемберг, (Германия) е германски учен и астронавт.

## Образование
През 1965 г. завършва техническа гимназия в Щутгарт. Служи две години в Бундесвера, и постъпва в Тюбингенския университет, факултет Физика. Завършва през 1972 г., а през 1976 г. защитава докторска степен. През 1970 – 1975 г. работил в Европейската организация за ядрени изследвания CERN в Женева.
През 1975 – 1976 г. е сътрудник на Фрайбургския университет и Брукхейвънската национална лаборатория в САЩ. През 1977 г. започва работа в DESY в Хамбург.
От 1978 до 1982 г. Е. Месершмид е работил в Института по комуникационни технологии в Оберпфафенхофен в състава на Германския аерокосмически център DLR, където разработва устройства за космическа връзка (спътникови системи за търсене и спасяване, спътникова навигация).

## Космическа подготовка
През 1977 г. ЕКА провежда избор на астронавти по програмата Spacelab-1. Месершмид е един от петте кандидати от Германия, но тогава е избран Улф Мерболд).
През 1982 г. в рамките на американо-германската програма Spacelab D-1 в Германия е проведен избор на отряд от двама души. На 19 декември 1982 г. са избрани Месершмид и Райнхард Фурер. През февруари 1985 г. получават назначение в екипаж като специалисти по полезни товари.

## Полет на „Чалънджър“
Единствения си космически полет Ернст Месершмид извършва от 30 октомври до 6 ноември 1985 г. на совалката „Чалънджър“ (STS-61A). Това е първият и единствен полет на совалката, на борда на която се намират осем астронавта, като трима от тях са европейски специалисти. Полезният товар е лабораторията Spacelab D-1. Нейното управление за първи път се осъществява не от САЩ, а от Германия (Оберпфафенхофен). Изпълнени са 76 експеримента в областта на физиологията, материалознанието, биологията, навигацията. Полетът на Месершмид продължава 7 денонощия, 44 минути и 51 секунди.

## Последваща дейност
След полета, през 1986 г., той получава научната степен професор, и длъжността директор на Института по космически системи при университета в Щутгарт.
През 1988 – 1992 г. е ръководител на групата за подготовка на немски и европейски астронавти, председател на комисията по подбора на немските астронавти. Междувременно, от 1990 до 1992 г. е декан на аерокосмическия факултет на Щутгартския университет.
В периода 1996 – 1998 г. е ректор на Щутгартския университет.
От януари 2000 до 2004 г. е директор на Европейския астронавтски център в Кьолн. През януари 2005 г. се връща в Щутгартския университет, където преподава дисциплини, имащи отношение към астронавтиката и космическите станции.

## Семейство
Жена – Гудрун Месершмид.